# Nunzio Pellicciari
Nunzio Pellicciari, né le 1er janvier 1935 à Baiso (Émilie-Romagne), est un coureur cycliste italien, professionnel de 1959 à 1963. 

## Palmarès
- 1957
  - Trofeo Alcide Degasperi
- 1958
  - 3e du Giro del Frignano
  - 3e de Bassano-Monte Grappa

## Résultats sur les grands tours

### Tour d'Italie
5 participations
- 1959 : 70e
- 1960 : 62e
- 1961 : abandon
- 1962 : 26e
- 1963 : abandon

### Tour d'Espagne
- 1963 : abandon